# Orophryxus shiinoi
Orophryxus shiinoi là một loài chân đều trong họ Bopyridae. Loài này được Bruce miêu tả khoa học năm 1972.